# 捷聯車身工程

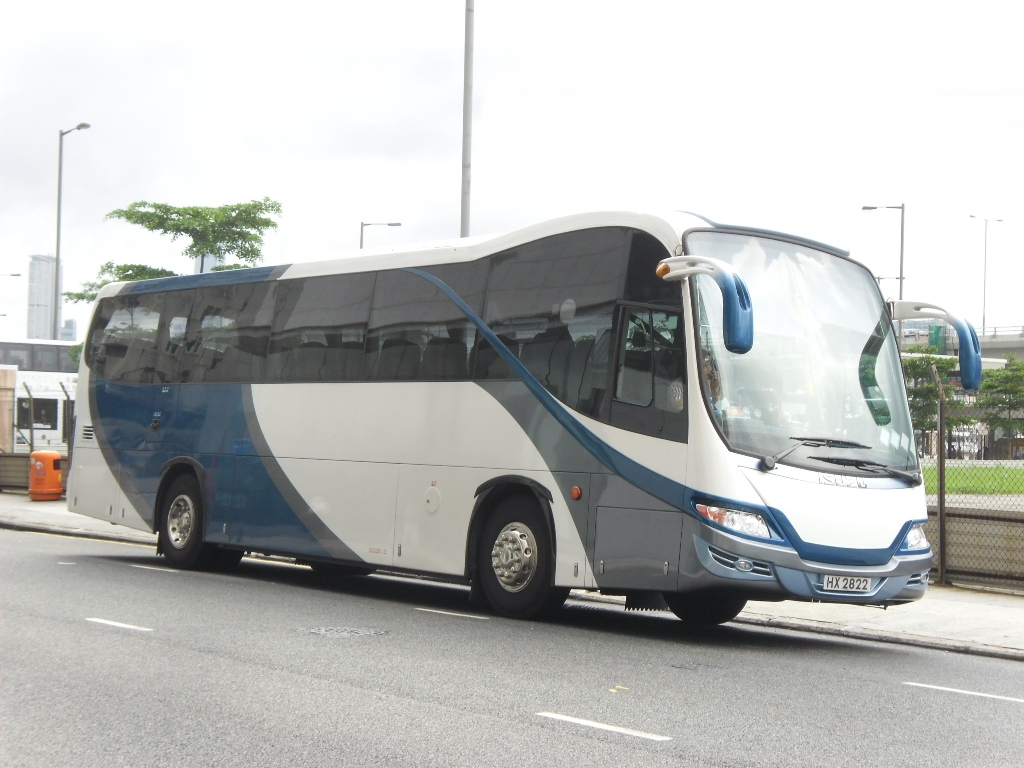
一輛配捷聯JL-010型車身的五十鈴LV434型旅遊巴

捷聯車身工程有限公司（英語：Jit Luen Auto Body Works Co., Ltd）是香港一間巴士車身承造商，成立於1978年，其廠房設於新界元朗屏山洪屋村。主要為各類型巴士及特殊車輛提供專業設計及裝嵌車身的工程。

## 歷史
捷聯是富豪巴士的合格車身承造商。
1978年，捷聯車身工程正式成立，成為本港戰後第4間專門生產旅遊巴車身的車身廠。
1985年，捷聯車身工程首次接獲新大嶼山巴士的訂單，為5輛五十鈴JCR460型新巴士裝嵌旅遊巴車身。其後陸續為捷聯帶來新大嶼山巴士過百輛新巴士訂單。
2007年，捷聯車身工程獲斯堪尼亞汽車認可為亞洲區合格車身承造商。同年，捷聯推出JL-09車身，新車身由捷聯自行構思與設計，擁有流線形外觀、廣闊的擋風玻璃及凸起的車頭部分，樹立鮮明形象。其後捷聯再下一城，將JL-09設計改良成JL-010車身。
2009年，捷聯車身工程開始與珠海廣通汽車有限公司合作。
2010年5月4日，第一輛由廣通裝嵌的捷聯JL-010車身旅遊巴樣板車交付香港。此後捷聯部分車身訂單將於廣通廠房內完成，提高交付速度及產量，降低巴士成本及售價。同時，捷聯授權廣通將捷聯JL-010車身定名為GTZ6105及GTZ6120型，由廣通方面向內地及海外買家推銷。

## 產品
捷聯車身工程自成立以來推出多款巴士車身，以下為車身列表（部分非標準車身並不包括在內）：

### 現有產品
註：粗體為現時最暢銷車身款式
- JL-010M（與珠海廣通(中興智能汽車)合作研發，2015年推出）
- JL-020（與珠海中興智能汽車合作研發，2019年推出）
- JL-021（與五十鈴合作研發，於NPR75MLEB中型巴士車陣上建造不同用途的小型及中型巴士，2022年推出）

### 訂造產品
- 澳門新福利三菱扶桑BK125L型車身（1989年推出，共生產30套）
- JL-02A梅賽德斯-平治811D定制（1993年推出）
- 古典觀光巴士A、B、C型車身（1995年推出，共生產5套）
- 城巴富豪B6LE型車身（1998年推出，共生產30套）[2]

### 過去產品
- JL-A
- JL-B
- JL-C
- JL-01（1988年推出，1992年停產）
- JL-02（1991年推出，1997年停產）
- JL-03（1993年推出，1998年停產）
- JL-04（1997年推出，2002年停產）
- JL-05（1999年推出，2005年停產）
- JL-06（2000年推出，2008年停產）
- JL-07（2004年推出，2011年停產）
- JL-08（城市巴士車身，2003年推出）
- JL-09（2007年推出，2011年停產）
- JL-010/JL-010m（2010年推出，2017年停產）
- JL-011（與五十鈴合作研發，貨車底盤中巴車身，2014年推出，2018年停產）

## 競爭對手
- 亞洲車身工程
- 中港車身製造廠

## 圖片

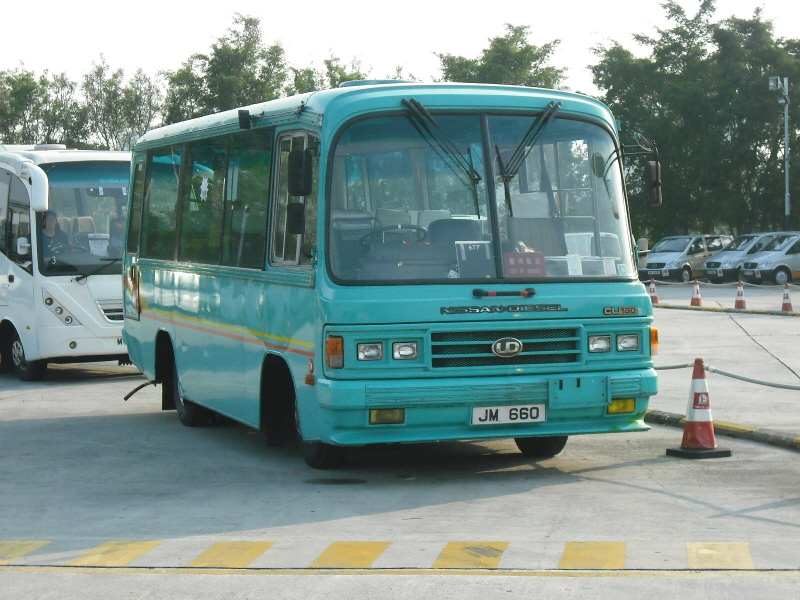
配捷聯JL-02型車身的1994年日產柴油短陣巴士。此車用作訓練學生駕駛大巴士之用
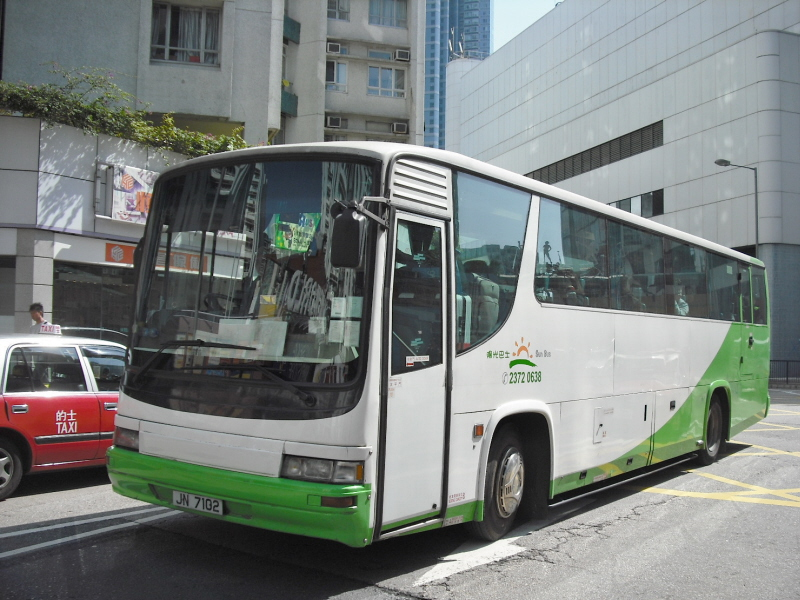
配捷聯JL-04型車身的2000年五十鈴旅遊巴
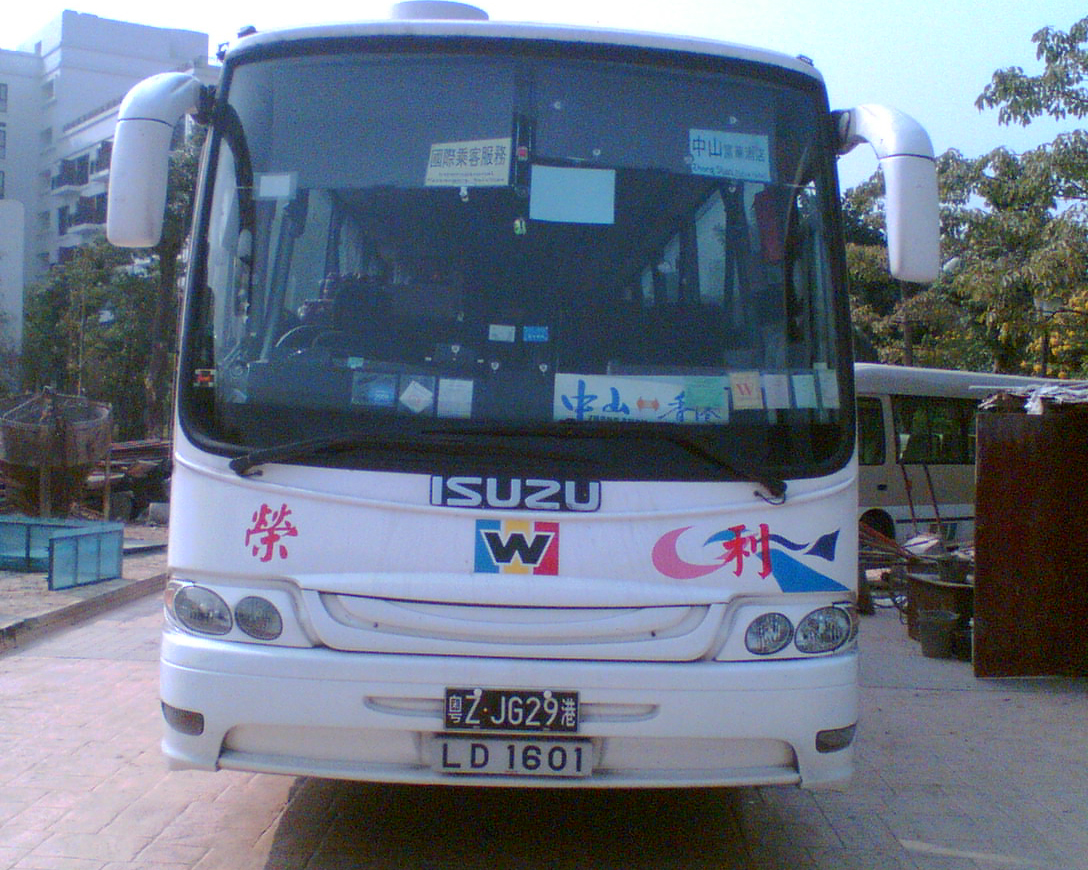
配捷聯JL-05型車身的2003年五十鈴過境巴士
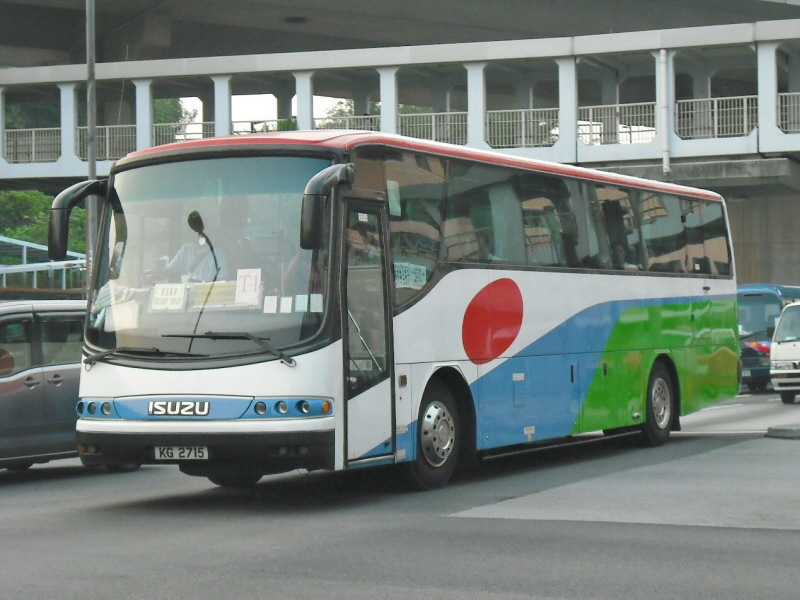
配捷聯JL-06型車身的2001年五十鈴旅遊巴
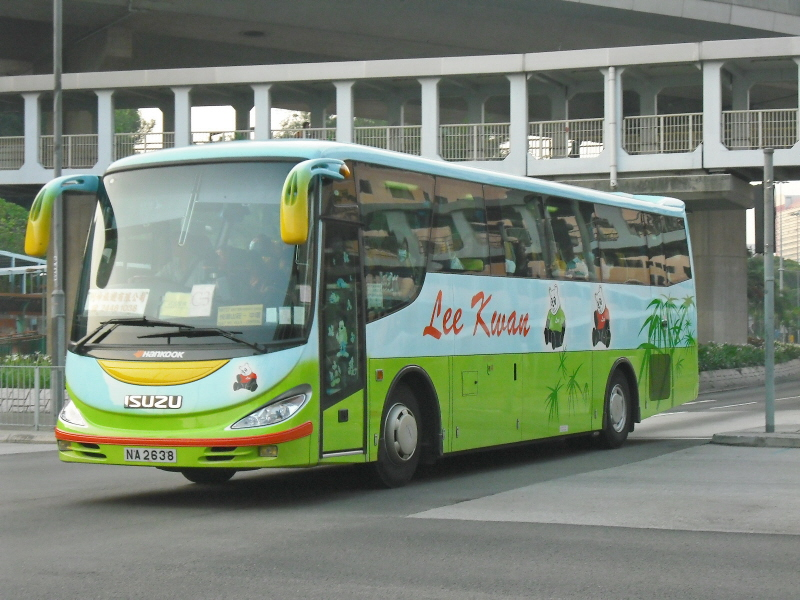
配捷聯JL-07型車身的2007年五十鈴旅遊巴
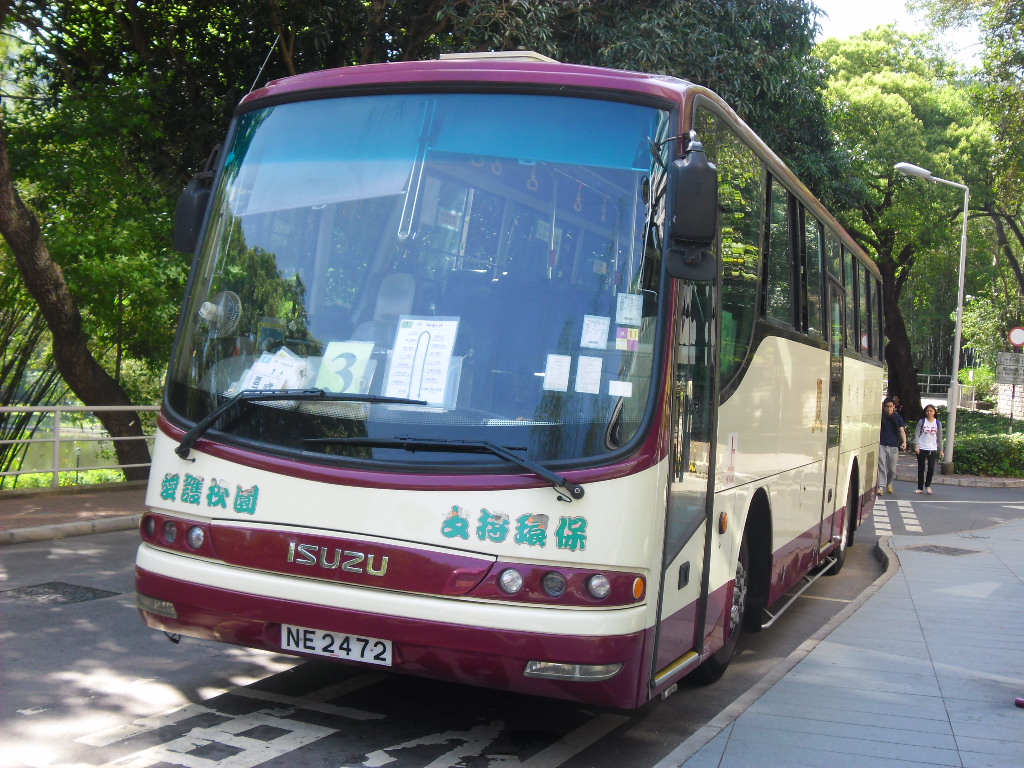
香港中文大學一輛配捷聯JL-06型車身的2007年五十鈴旅遊巴，不設任何空調設備
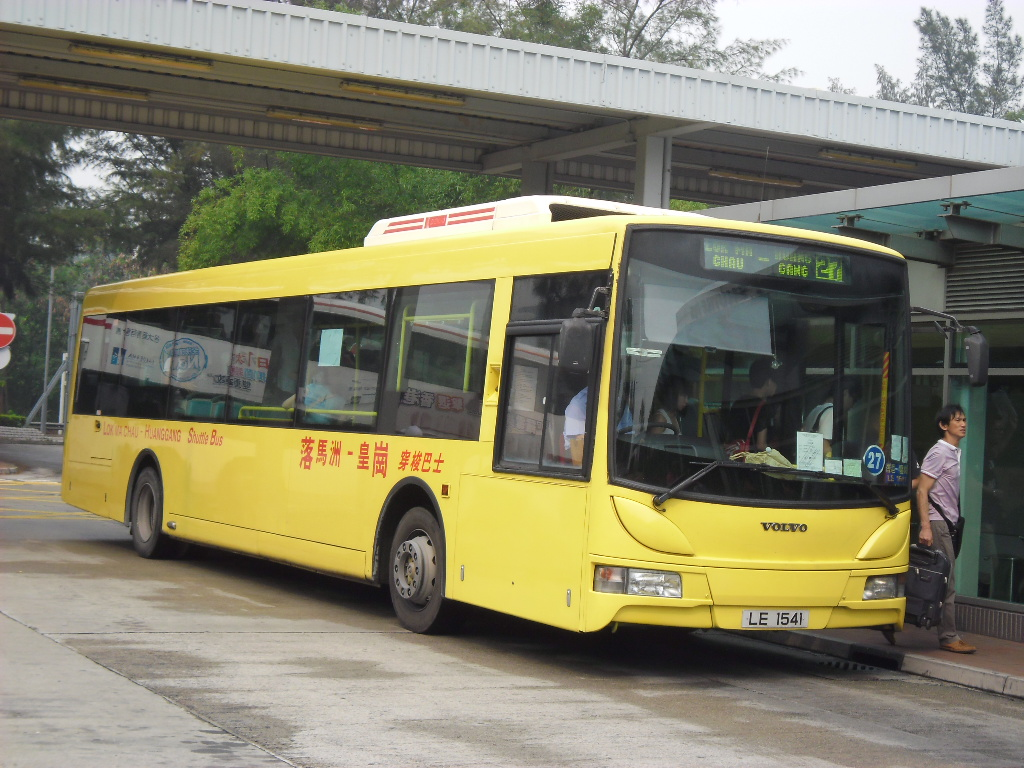
捷聯JL-08型車身，只套在皇巴士的2003年富豪B7RLE型巴士上
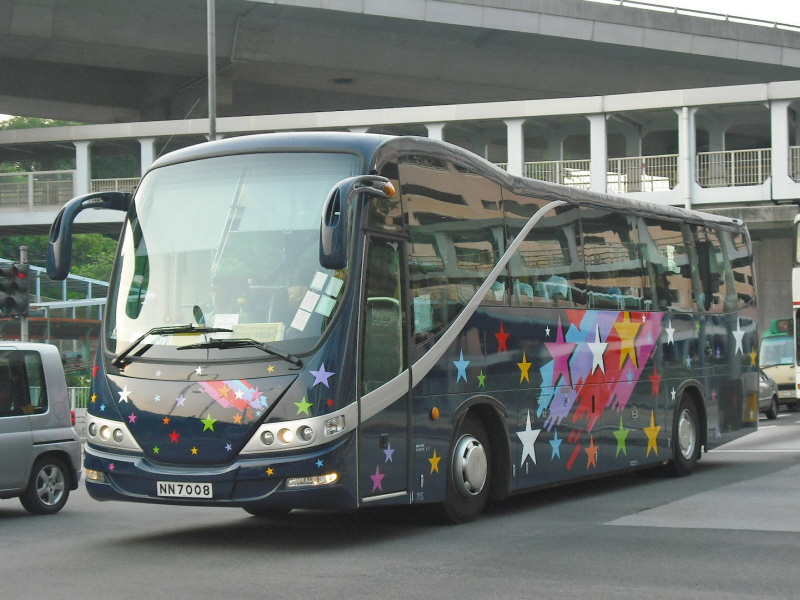
配捷聯JL-09型車身的2008年五十鈴旅遊巴
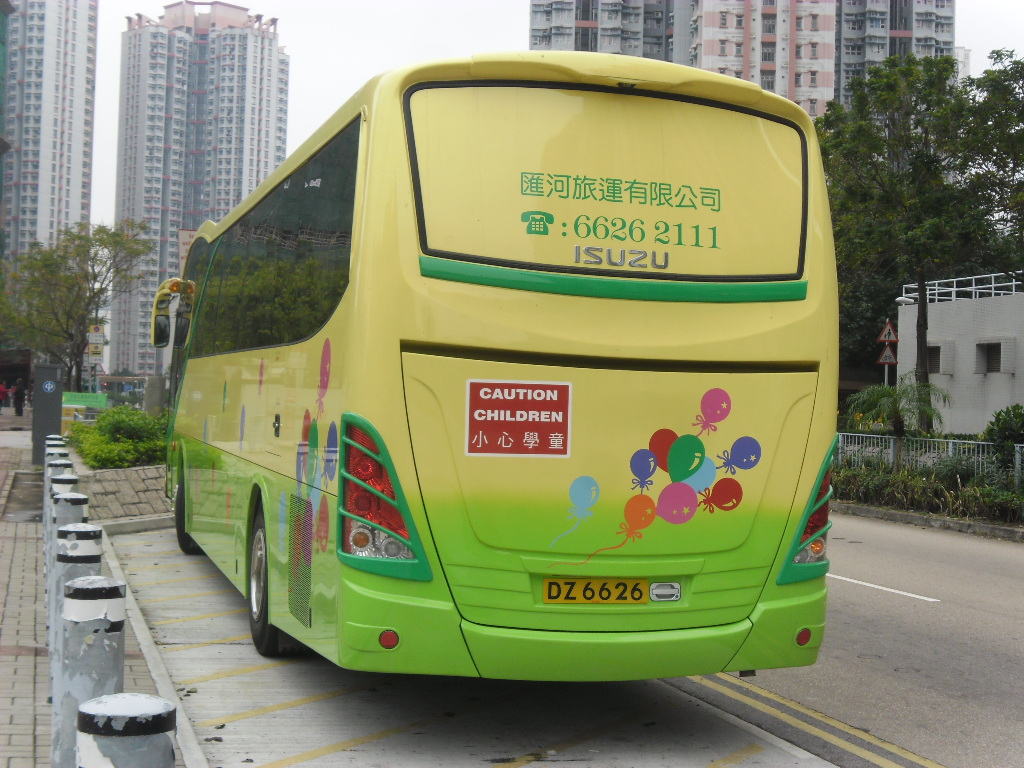
少數配捷聯JL-010型車身的旅遊巴，車尾不設尾窗
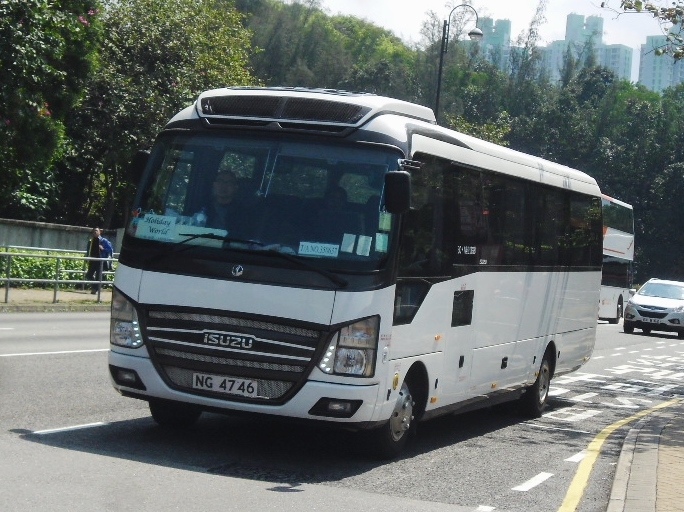
配捷聯JL-011型車身的五十鈴FRR90M型中型旅遊巴